# Norwood, Ohio
Norwood là một thành phố thuộc quận Hamilton, tiểu bang Ohio, Hoa Kỳ. Năm 2010, dân số của thành phố này là 19207 người.

## Dân số
- Dân số năm 2000: 21675 người.
- Dân số năm 2010: 19207 người.